# 低地フランク語

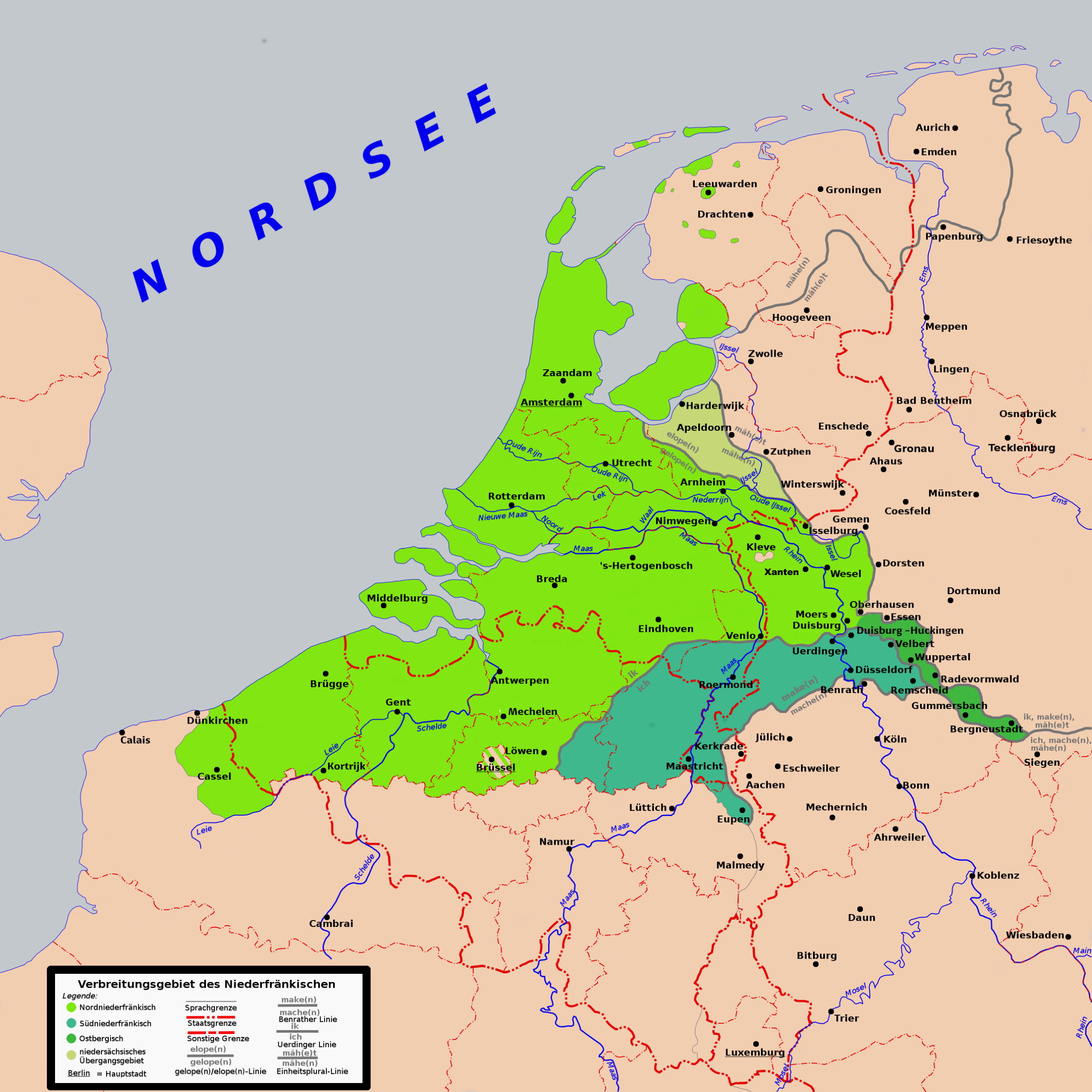
ヨーロッパにおける低地フランク語の地域

低地フランク語（オランダ語: Nederfrankisch、低ザクセン語: Nedderfranksch、標準ドイツ語: Niederfränkisch、英語: Low Franconian）は、古フランク語に発する西ゲルマン語を指し、ドイツ北西部（デュッセルドルフ北側のラインラント北部）、オランダ、ベルギー、フランス北部の県、および旧オランダ植民地で話される言語の総称。低（地）フランケン語、低（地）フランコニア語などとも表記される。

## 概要
オランダ語、フラマン語、西フラマン語/ゼーランド語、アフリカーンス語や、オランダ語に似たこの方面のドイツ語方言が含まれる。高地ドイツ語子音推移（第二次子音推移）を受けていない語群のため、低地ドイツ語に分類されることもあるが、近年の言語学的にはそれは他の共通発展的な経過を無視する分類だとの見方もある。

## 歴史
古代フランク人の言語である古フランク語のうち、第二次子音推移の影響を受けなかった北部の言語が古低フランク語となり、これが後に現代の低地フランク語となった。